# Christiane Iven
Christiane Iven (* 9. März 1965 in Hamburg) ist eine deutsche Lied-, Konzert- und Opernsängerin sowie Gesangspädagogin.
Sie ist Professorin für Gesang an der Hochschule für Musik und Theater München.

## Werdegang
Christiane Iven wurde in Hamburg als jüngste von drei Geschwistern einer norddeutschen Kaufmannsfamilie geboren. Ihr Vater Peter Iven war Tapetenfabrikant, ihre Mutter Renate Iven Hausfrau.
Sie besuchte bis zum Abitur 1984 das altsprachliche Gymnasium Christianeum. Anschließend studierte sie Gesang und Gesangspädagogik an der Hochschule für Musik und Theater Hamburg, zunächst bei Hans Kagel und später bei Judith Beckmann. In der Liedklasse von Dietrich Fischer-Dieskau an der Universität der Künste Berlin ergänzte sie ihre Ausbildung.
1986, noch während ihres Studiums, begann Iven ihre solistische Tätigkeit als Konzert- und Liedsängerin und war zudem über mehrere Jahre ständige Aushilfe im Rundfunkchor des NDR in Hamburg tätig.
Von 1992 bis 1996 war sie als lyrische Mezzosopranistin am Theater Bremen engagiert und von 1996 bis 2001 am Nationaltheater Mannheim. Von 2001 bis 2006 war sie Ensemblemitglied der Staatsoper Hannover und vollzog dort den Fachwechsel zur Sopranistin. Es folgte ein festes Engagement an der Staatsoper Stuttgart, der sie bis 2015 verbunden blieb. Dort und an verschiedenen europäischen Opernhäusern sang sie Partien wie die Feldmarschallin (Der Rosenkavalier), Agathe (Der Freischütz), Marie (Wozzeck), Kundry (Parsifal), Ariadne (Ariadne auf Naxos), Alice Ford (Falstaff), Elvira (Don Giovanni), Emilia Marty (Die Sache Makropulos), Sieglinde (Die Walküre) und Isolde (Tristan und Isolde).
Zu den wichtigsten Werken ihres Konzertrepertoires zählten die Oratorien von Johann Sebastian Bach, Lieder und Sinfonien von Gustav Mahler, Lieder von Franz Schubert, Johannes Brahms und Hugo Wolf, Lieder und Oratorien von Robert Schumann, die großen Liederzyklen von Olivier Messiaen, Orchesterlieder von Alban Berg, Vier letzte Lieder von Richard Strauss und die Wesendonck-Lieder von Richard Wagner.
Sie konzertierte mit der Academy of St. Martin in the Fields, Concertgebouworkest Amsterdam, Ensemble intercontemporain, Münchner Philharmoniker, NDR-Sinfonieorchester, Orchestre de Chambre de Lausanne, Oslo Philharmonic, RSO Berlin unter dem Dirigat von Marc Albrecht, Vladimir Ashkenazy, Teodor Currentzis, Michael Gielen, Nikolaus Harnoncourt, Heinz Holliger, Sir Neville Marriner, Matthias Pintscher.
Liederabende gab sie u. a. mit Burkhard Kehring, Igor Levit, Wolfram Rieger, András Schiff und Jan Philip Schulze. Sie war bei den  Musikfestivals Luzerner Festwochen, den Festspielen Mecklenburg-Vorpommern, dem Schleswig-Holstein Musik Festival sowie den Schwetzinger SWR Festspielen zu Gast. 2016 verabschiedete sie sich von der Bühne und dem Konzertpodium.
Sie ist Mutter eines  Sohnes, lebt und arbeitet in München.

## Lehre
Von 2001 bis 2007 war Iven Professorin an der Hochschule für Musik, Theater und Medien Hannover.
Seit dem Wintersemester 2013/14 hat sie eine Professur für Gesang an der Hochschule für Musik und Theater München inne.
Darüber hinaus wirkt sie als Jurorin bei internationalen Gesangswettbewerben mit. Sie gibt Meisterkurse u. a. bei der Internationalen Musikakademie für Solisten (IMAS) auf Schloss Bückeburg, an der Taipeh University, bei der Internationalen Bachakademie in Stuttgart, an der Musikhochschule Luzern und bei der Internationalen Sommerakademie Mozarteum Salzburg.
Als aktives Mitglied im Bundesverband Deutscher Gesangspädagogen (BDG) organisiert sie in München Fortbildungsveranstaltungen zum Thema „Stimme“.

## Auszeichnungen
- Stipendiatin der Studienstiftung des deutschen Volkes
- Stipendiatin des Richard-Wagner-Verbandes
- Stipendiatin des Steans Institute for Young Artists Ravinia Festival Chicago
- Preisträgerin Hans-Pfitzner-Liedwettbewerb Hamburg 1989
- Preisträgerin Deutscher Musikwettbewerb Bonn 1990
- Preisträgerin Kulturpreis der Berenberg Bank Stiftung Hamburg 1991
- Preisträgerin Medica pro Musica Düsseldorf 1991
- Preisträgerin Internationaler Wettbewerb Franz Schubert und die Musik des 20. Jahrhunderts Graz (und zusätzlicher Preis für die beste Interpretation zeitgenössischer Musik) 1992
- Niedersächsischer Staatspreis für hervorragende künstlerische Leistungen, verliehen vom niedersächsischen Ministerpräsidenten 2005
- Ernennung zur Kammersängerin, verliehen vom Ministerium für Wissenschaft, Forschung und Kunst Baden-Württemberg 2011

## Diskografie
- Gustav Mahler (1860–1911): Des Knaben Wunderhorn. SWR SO Baden-Baden & Freiburg, mit Hanno Müller-Brachmann, Michael Gielen Hänssler, DDD, 2009/11
- Alban Berg (1885–1935): Orchesterstücke op. 6 Nr. 1–3; Altenberg-Lieder op. 4; Sieben frühe Lieder. Strasbourg PO, Marc Albrecht Pentatone, DDD, 2007
- Robert Schumann (1810–1856): Szenen aus Goethes Faust. Mit Christian Gerharer, Werner Güra, Birgit Remmert u. a. Concertgebouw Orchestra Nikolaus Harnoncourt Label: RCOLive, DDD, 2008
- Franz Schubert (1797–1828): Mayrhofer-Lieder, Vol.2. Mit Burkhard Kehring, Klavier Schubert-Lied-Edition 12, Naxos 2003
- Die singende Stadt. Ein Film von Vadim Jendreyko. Eine Produktion von FILMTANK in Koproduktion mit der Staatsoper Stuttgart und ZDF / 3sat, 2011